# Utivarachna fukasawana
Utivarachna fukasawana is een spinnensoort uit de familie van de Trachelidae.
De wetenschappelijke naam van de soort werd in 1940 gepubliceerd door Kyukichi Kishida.